# Koo (社交網路)
Koo是印度微博客和社交網路服務，由位於班加羅爾的Bombinate Technologies擁有。  由企業家Aprameya Radhakrishna和 Mayank Bidawatka 共同創辦。 該應用於2020年初推出，贏得了政府的Atmanirbhar應用創新挑戰，該挑戰選出了全國約7,000個參賽應用中的最佳應用。 
截至2022年11月，該公司的估值超過2.75億美元。  Bombinate Technologies 的投資者包括Tiger Global 、Blume Ventures、 Kalaari Capital和Accel Partners India ，以及前Infosys首席財務官TV Mohandas Pai的 3one4 Capital。 